# Erdei csiperke
Az erdei csiperke (Agaricus sylvaticus) az Agaricomycetes osztályának kalaposgombák (Agaricales) rendjébe, ezen belül a csiperkefélék (Agaricaceae) családjába tartozó faj.

## Előfordulása és termőhelye
Európában, Ázsiában és Észak-Amerikában honos. Magyarországon gyakori.
Savanyú vagy meszes talajú lomb- és fenyőerdőkben található meg, főleg luc és bükk alatt. Júniustól októberig terem.

## Megjelenése
Az erdei csiperke kalapja általában 4-8 centiméter széles, de néha akár 10 centiméteres is lehet. A kalap alakja fiatalon félgömb alakú, majd kúpos boltozatosan egyre jobban szétterül, ritkán teljesen lapossá válik, és a közepén kissé bemélyed. Színe halványbarnás, felületét sűrűn, körkörösen okker- vagy sötétbarna, szálkás pikkelyek borítják. Kalapbőre lehúzható. Húsa vékony, merev. Fiatalon fehér, sérülésre gyorsan és erősen húsvörösre vagy borvörösre változik; idősen szürkésre, barnásfeketére változik. Szaga és íze nem jellegzetes, szagtalan is lehet. A sűrű, szabadon álló lemezek fiatalon szürkés-rózsaszínek, majd hamar sötétedve csokoládébarnák lesznek. Spórapora csokoládébarna. Spórája tojásdad, felszíne sima, mérete 4,5-6,5 x 3,2-4,2 µm. Tönkje 5-10 centiméter magas és 1-2 centiméter vastag. Rövidebb és megnyúltabb változata is létezik. Színe kezdetben fehéres, de gyorsan megszürkül, vagy barnul, márványosan feketedik. Felülete gyengén pelyhes, pikkelyes, nyomásra vörösesre színeződik. A tönk töve kissé gumósan megvastagodott. Belül üregesedik, csak alul tömör. Gallérja egyszerű, vékony, lelógó, gyakran aránylag mélyen álló, fehérből gyorsan szürkésbarnára sötétedik.
Ehető, jóízű gomba, de húsa eléggé vékony és az idősebb példányok feketére festik az ételt.

### Hasonló fajok
Hasonlíthat hozzá a barnapikkelyű csiperke, az óriás csiperke, a szélespikkelyű csiperke, a ligeti csiperke vagy a csoportos csiperke. Fiatal példányai összetéveszthetők a téglavörös susulykával, a piruló őzlábgombával vagy a piruló galócával.

## Képek

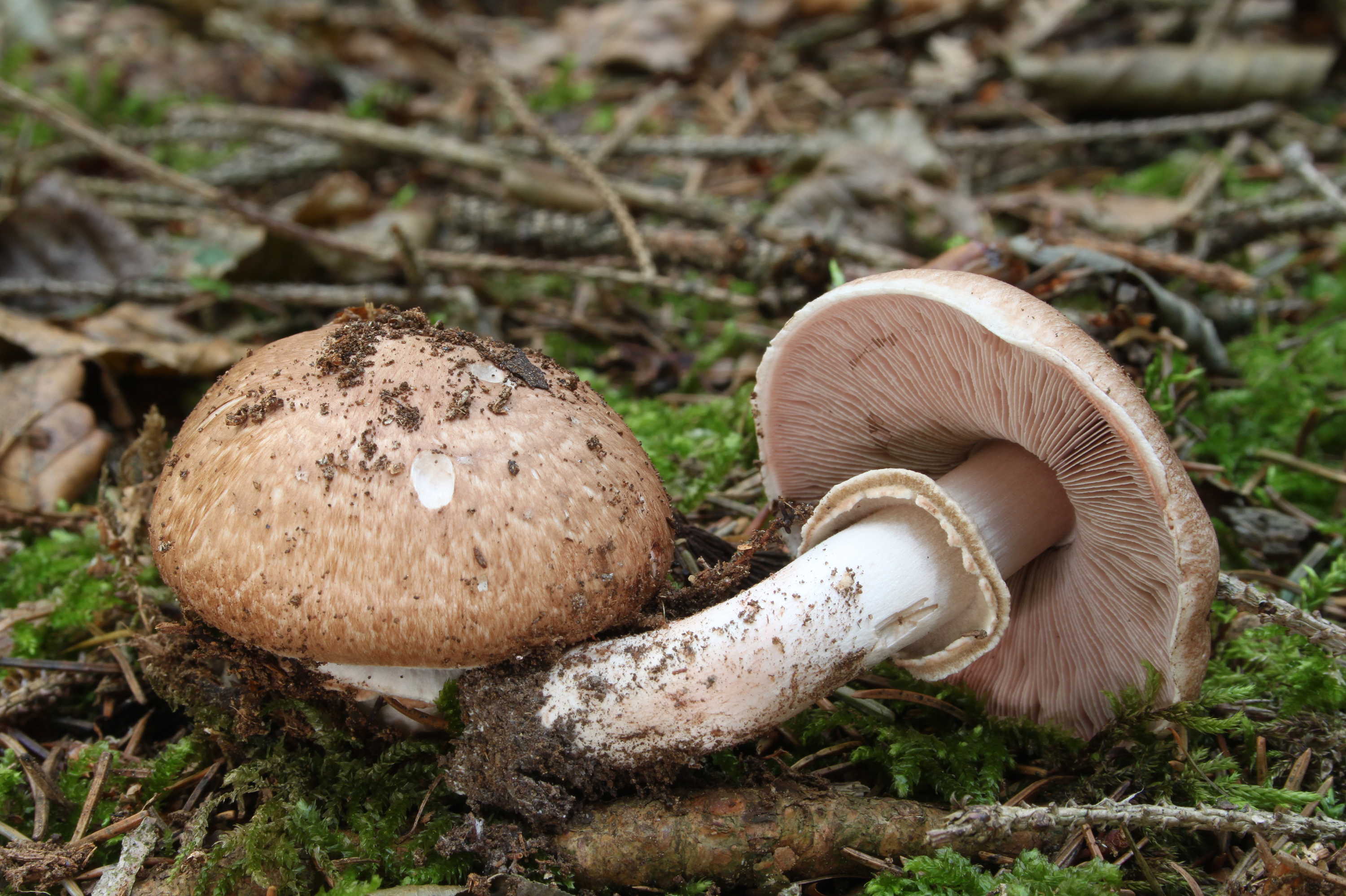
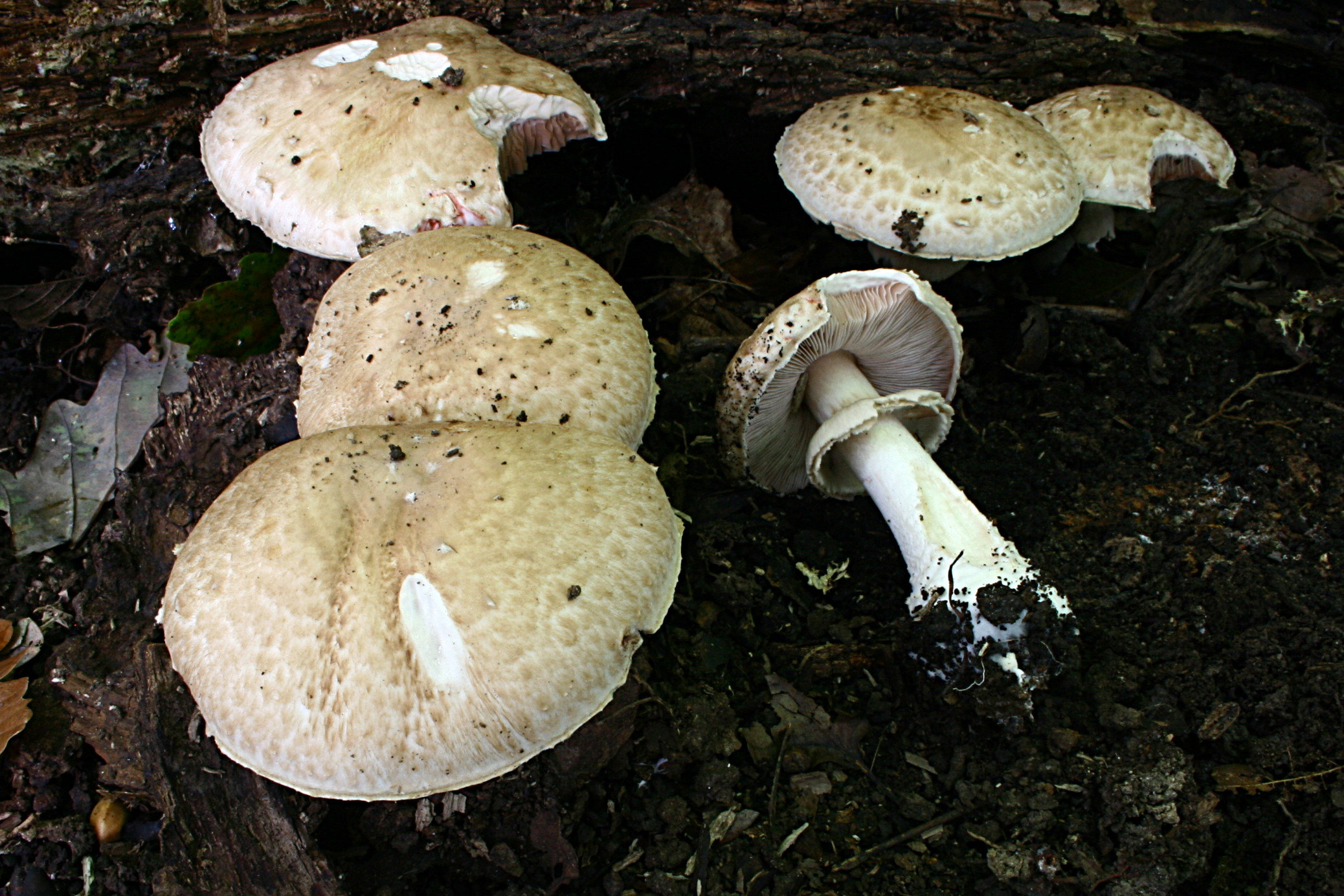
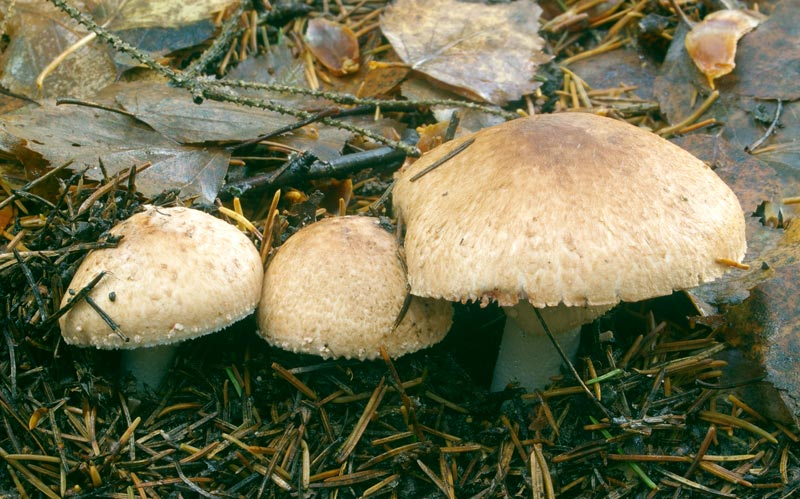
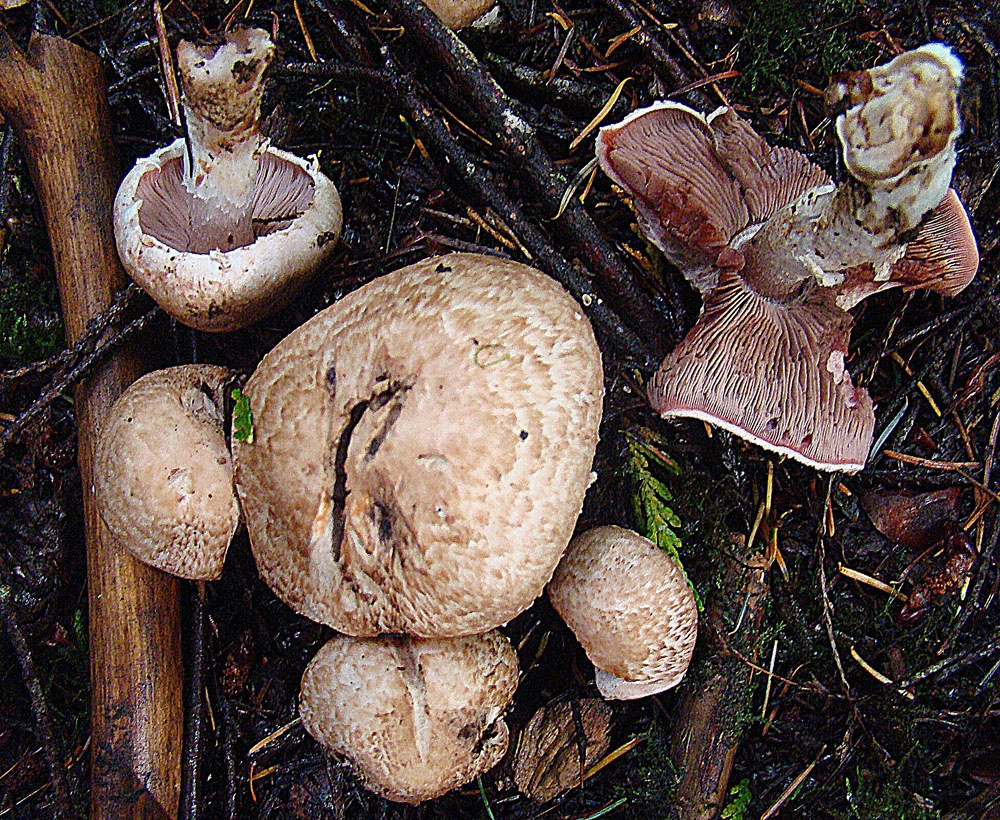
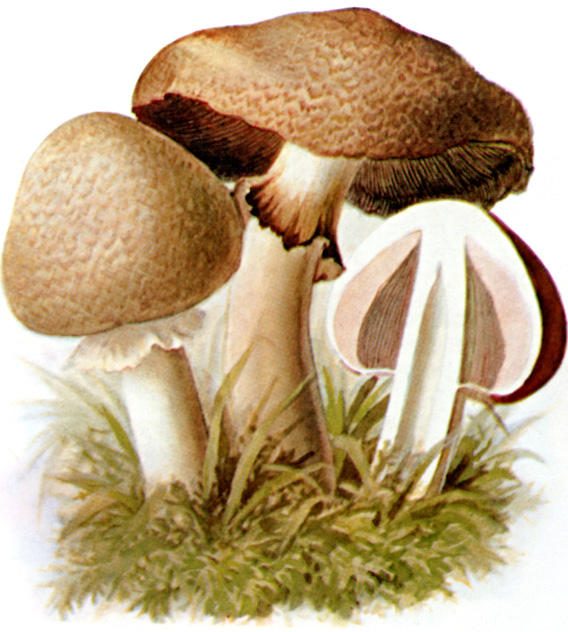